# Hesselbach-Dreieck
Das Hesselbach-Dreieck oder lateinisch Trigonum Hesselbachii, benannt nach Franz Kaspar Hesselbach (1759–1816, deutscher Chirurg und Anatom in Würzburg), ist eine anatomische Struktur in der Leistenregion im Bereich der Fossa inguinalis medialis.

## Begrenzungen
Das Hesselbach-Dreieck ist von folgenden anatomischen Strukturen begrenzt
- beinwärts (kaudal) durch das Leistenband
- seitlich (lateral) und kopfwärts (kranial) durch die Arteria und Vena epigastrica inferior in der Plica umbilicalis lateralis
- zur Mitte hin (medial) durch den Musculus rectus abdominis

## Klinische Relevanz
Im Bereich des Hesselbachschen Dreieckes treten die sogenannten direkten Leistenbrüche durch die Bauchwand.